# David Kratochvíl
David Kratochvíl (* 23. října 2007 Halže) je český paralympijský plavec.
V roce 2023 se stal mistrem světa na trati 400 m volný způsob v kategorii S11 (kompletní slepota). O rok později, v roce 2024, získal na Letních paralympijských hrách v Paříži kompletní sbírku medailí: na trati 400 m volný způsob S11 vybojoval zlatou medaili a časem 4:26.34 o 23 setin vylepšil evropský rekord na této trati. Na trati 100 m znak S11 přidal stříbrnou medaili a bronzovou medaili pak získal v polohovém závodě na 200 m SM11. 

## Život
Narodil se 23. října 2007 v obci Halže na Tachovsku. O svůj zrak přišel kvůli rakovině sítnice, na jedno oko slepý byl v necelém roce, o zrak i na druhé oko přišel ve věku 6 let. Ještě před plaváním se jako malý věnoval i lednímu hokeji. Jeho prvním plaveckým trenérem byl Rudolf Hutta.
Už ve 13 letech se kvalifikoval na LPH 2021 v Tokiu, své místo ale přenechal kolegovi Miroslavu Smrčkovi.
V současnosti studuje na tachovském gymnáziu a dle vlastních slov by se chtěl v budoucnu věnovat psychologii. Kromě plavání se věnuje i šachům a hře na kytaru, klavír a akordeon.
Jeho hlavním trenérem je Petr Thiel v přípravě a při samotných závodech (jakžto tzv. tapéři) mu mj. pomáhají i jeho rodiče.